# Trypetesa spinulosa
Trypetesa spinulosa is een rankpootkreeftensoort uit de familie van de Trypetesidae. De wetenschappelijke naam van de soort is voor het eerst geldig gepubliceerd in 1976 door Turquier.